# Zattoo
Zattoo est une plateforme de télévision sur Internet et de vidéo à la demande. Fondée en 2005, la société emploie plus de 200 personnes et a son siège à Zurich, avec des sièges à Berlin et Ann Arbor (États-Unis).
Les utilisateurs en Suisse, en Allemagne et en Autriche peuvent regarder une variété de chaînes de télévision ainsi qu'une sélection de contenus de vidéo à la demande via Zattoo. Zattoo est disponible sur presque tous les appareils, notamment les téléviseurs intelligents, les PC et les ordinateurs portables, les lecteurs de streaming ainsi que les smartphones et les tablettes. En Allemagne et en Suisse, une offre de base du service peut être utilisée gratuitement après inscription préalable ("Zattoo Free"). En plus de l'utilisation gratuite, Zattoo propose également des abonnements payants (Zattoo Premium et Zattoo Ultimate) avec un accès aux chaînes HD et Full HD et à la télévision en différé.
Depuis 2012, Zattoo gère également sa propre activité B2B, mettant sa technologie à la disposition des sociétés de médias et des opérateurs de réseaux du monde entier en tant que plateforme internationale de télévision en tant que service.
Swiss TX Group, un hub numérique et un réseau de médias et de plateformes, détient une participation dans Zattoo depuis 2008 et en détient plus de 50 % depuis 2019.
Zattoo est un mot japonais signifiant « grande quantité de personnes » (foule).

## Historique
Zattoo est créé en 2005 par Bea Knecht et ouvre une filiale en Suisse l'année suivante avec la diffusion de 4 chaînes, au moment de la Coupe du monde de football 2006 en Allemagne, avec deux chaînes en allemand SF1 et SF Zwei, une en français, TSR1, et une en italien, TSI 1. En septembre 2006, la diffusion passe à 20 chaînes. En 2007, le service se lance au Danemark, au ROyaume-Uni, en Espagne, en Allemagne, en Norvège et en Belgique. Zattoo démarre la diffusion de ABC News Now (Belgique, Allemagne et Suisse, Royaume-Uni), BBC Prime et BBC1. Zattoo démarre sa diffusion en France en janvier 2008, avec entre autres les chaînes Gulli et Virgin 17. Le mois suivant, le service est interrompu en Belgique.
En octobre 2008, le groupe de médias/presse suisse Tamedia entre au capital de Zattoo Schweiz AG, la filiale Suisse que Zattoo va créer à destination de ce territoire, à hauteur de 24,5 %.
En juin 2009, Zattoo devient payant en France. En février 2015, Zattoo arrête sa diffusion en France. Tamedia augmente sa participation dans Zattoo à 31% en septembre 2015, puis à plus de 50% en août 2018.

## Portfolio

### Activité consommateurs ("Zattoo B2C")
Zattoo est le plus grand fournisseur de télévision en continu en Europe avec environ 20 millions d'utilisateurs enregistrés. Il prend en charge les PC et les ordinateurs portables équipés de navigateurs courants tels que Google Chrome, Safari ou Mozilla Firefox, ainsi que les applications mobiles pour iOS, Android et Windows. Zattoo propose également des applications TV pour les téléviseurs connectés à Internet de Samsung, Panasonic et LG, ainsi que pour les téléviseurs fonctionnant sous Android TV. Zattoo est également disponible sur la Xbox One et les lecteurs de streaming tels que Amazon Fire TV, Apple TV et Google Chromecast.
Zattoo offre une fonction de relecture en plus du redémarrage des émissions en cours (Restart). Grâce à cette fonction, l'intégralité du programme TV des sept derniers jours est disponible à la demande et peut être utilisée dans les abonnements Premium et Ultimate. La fonction Restart permet de relancer les programmes des radiodiffuseurs publics, mais aussi de certains groupes de radiodiffusion privés tels que RTL et ProSiebenSat.1. Elle est disponible pour tous les utilisateurs dans les abonnements Premium et Ultimate et, dans le cas des radiodiffuseurs privés individuels, également dans le tarif de base gratuit. Pour les chaînes et les programmes individuels, un redémarrage n'est pas disponible pour des raisons de licence. Pour les utilisateurs de l'abonnement payant Ultimate, il existe également une fonction d'enregistrement qui permet de stocker jusqu'à 100 (Allemagne et Autriche) ou 2 000 (Suisse) programmes dans la liste des enregistrements. Depuis le début du mois de janvier 2018, les utilisateurs de Zattoo Allemagne peuvent également recevoir la télévision allemande dans d'autres pays de l'UE via Zattoo, grâce à une nouvelle directive européenne qui supprime les frontières entre les pays pour les contenus en streaming (règlement sur la portabilité).

### Clients d'entreprise ("Zattoo B2B")
Dans le domaine de la clientèle d'entreprise, Zattoo propose depuis 2012 une offre entièrement hébergée et gérée de contenu over-the-top (streaming indépendant du fournisseur de services Internet) et de diffusion TV sur IP pour les opérateurs de réseaux et les sociétés de médias, en direct et en tant que vidéo à la demande, y compris l'encodage, le transcodage, le multi-DRM (contrôle de l'utilisation) et le stockage jusqu'à la diffusion ainsi que les applications du client final ("approche TV-as-a-Service", analogue à l'approche SaaS). L'accent est mis sur un produit en marque blanche avec des applications standard pour tous les appareils finaux concernés. Tous les services sont des solutions de bout en bout. Elle dessert actuellement 30 clients professionnels d'Europe et des États-Unis, qui utilisent l'infrastructure technique de Zattoo et comptent à leur tour plusieurs millions de clients finaux.

## Modèle économique
Les chaînes diffusées sur Zattoo l’ont été gratuitement jusqu’au 18 juin 2009.
À mesure que le bouquet s’étendra à d’autres pays, premièrement des pays européens, puis le Canada et les États-Unis, de nouvelles chaînes et services payants (ou contenus « premium ») seront ajoutés. De plus, le service a lancé des publicités courtes au moment de la connexion à un canal ou lors du zapping vers un autre canal. Depuis le début de tests concernant la radio en Allemagne, il est aussi possible d’envisager que des publicités soient diffusées pendant le streaming audio. Le contenu publicitaire est également étendu avec des accès à des contenus multimédia (bannières et liens hypertextes) pendant lesdites publicités. Les canaux diffusés sont issus d’accords entre la chaîne et la société de diffusion, et des cryptages de gestion numérique des droits ou DRM sont utilisés pour la protection des droits d’auteur. Sûrement pour la même raison, il n’est pas possible d’utiliser Zattoo pour enregistrer des chaînes sur son ordinateur.
- Développement de partenariats avec des diffuseurs :
  - Avec l’opérateur Swisscom pour la diffusion d’une dizaine de chaînes dans une meilleure qualité à destination des téléspectateurs Suisses abonnés auprès de ce FAI, offertes sans supplément.
  - Avec CanalSat depuis début août pour la mise en place d’un bouquet de télévision sur PC à destination des clients de CanalSat, offertes sans supplément, avec notamment Canal+ en clair, les chaînes du bouquet MTV, AB1, etc., marquant ainsi une stratégie de contre-attaque face à l’offre de Bis Télévisions.

## Chaînes diffusées
Le service a débuté avec la diffusion de quatre chaînes, au moment de la Coupe du monde de football 2006 en Allemagne : deux chaînes en allemand SF1 et SF Zwei, une en français, TSR1, et une en italien, TSI 1.
Début mars 2007, on comptait 41 chaînes sur Zattoo, en allemand, en anglais, en espagnol, en français et en italien.
Depuis mi-avril 2008 et la refonte du site, une liste complète des chaînes diffusées pays par pays est disponible directement, ce qui offre plus de clarté et devrait même amener à des comparaisons entre bouquets nationaux. 

## Récompenses
- Mars 2007 : Récompensé aux Red Herring Awards